# Paul Diffloth
Pour les articles homonymes, voir Diffloth.
Ne doit pas être confondu avec un homonyme dans le roman Le diable noir de l'abime (1948) de Georges-Gustave Toudouze.
Paul Auguste Diffloth, est un agronome, journaliste et écrivain français. Sous la signature Pierre de Trévières il publie des ouvrages et de nombreux articles de presse sur la mode, l'élégance, l'art de vivre, des guides pratiques de savoir vivre ainsi que des romans.
Ses écrits sont extrêmement abondants et divers, il est adepte d'un dandysme maniéré, traditionnaliste, snob.

## Biographie
Il est né le 1er juillet 1873 à Charenton-le-Pont, son père Achille Paul Diffloth était fabriquant de porcelaine. Marié le 9 juillet 1906 (Paris XVI°) avec Marie Yvonne Blanchard, il eurent 2 enfants Jean Louis (1907-1986) et Geneviève Suzanne Renée (1913-1999).
Il utilise le pseudonyme Pierre de Trévières (du village normand) à partir de 1909 pour signer des pièces de théâtre et des articles de Presse (Dans quelle tenue assister aux répétitions générales. Habit ? Smoking ? Veston ? Feuille de vigne ? Comoedia octobre 1909).
L'Œil de Paris (Mars 1930) le décrit comme un auteur mondain prolixe: «M. Pierre de. Trévières, homme d'esprit, charmant confrère, et, «dans le civil», ingénieur agronome de qui le caprice du destin a fait une sorte d'André de Fouquières à porte-plume, publie justement, sous le titre Comment recevoir nos invités, un traité d'éducation pratique, où il enseigne les bonnes manières par des conseils».
Il cesse de publier en 1945, en février 1949 il reçoit le titre de chevalier du Mérite social comme secrétaire du comité de la caisse des écoles, à Paris.
- Chevalier du Mérite Social

Il meurt le 17 décembre 1951 à Évreux.

## Publications

### Sous la signature Paul Diffloth
- Agriculture générale / 5e éd. revue et augmentée. / Paris : J.-B. Baillère et fils , (1921),
- Agriculture générale ; Introduction par le Dr P. Regnard / Paris : J. B. Baillière , 1903,
- Zootechnie : zootechnie générale : production et alimentation du bétail : zootechnie spéciale : cheval, âne, mulet / parPaul Diffloth,... ; introduction par le Dr P. Regnard / Paris : J.B. Baillière et fils , 1904
- Le lait et l'allaitement artificiel / Valenciennes : impr. Huart , 1904
- Zootechnie spéciale II, Bovidés / Paris : J.-B. Baillière , 1904
- Zootechnie 2, bovidés ; Introduction par le D P. Regnard / Paris : J.-B. Baillère et fils , 1904
- Zootechnie générale : Production et amélioration du bétail / Paris : J.B. Baillière , 1904-1909
- Zootechnie générale I, Production et alimentation du bétail. Zootechnie spéciale cheval, âne, mulet / Paris : J.B. Baillière , 1904-1909
- Mouton, chèvre, porc / Introd. par le Dr P. Regnard / Paris : J.-B. Baillière et fils , 1905
- Zootechnie spéciale III, Moutons, chèvres, porcs / Paris : J.-B. Baillière , 1905
- La Beauté s'en va : des méthodes propres à la rénovation de la beauté féminine, Combet, 1905
- Agriculture générale 1, Le Sol et les labours / Paris : J.B. Baillière et fils , 1906
- Agriculture générale 2, Semailles & récoltes / Paris : J.B. Baillière et fils , 1907
- Zootechnie : races chevalines ; introduction par P. Regnard,... / Paris : J.-B. Baillière et fils , 1908
- Agriculture générale : le sol et les labours / Paris : J.B. Baillière et fils , 1908
- Zootechnie spéciale ; introduction par le Dr. P. Regnard,... / Paris : Librairie J.-B. Baillière et fils , 1908
- Zootechnie ; illustrations de Ch. Bodmer / Paris : J.-B. Baillière et fils , 1908
- Zootechnie spéciale. Élevage et exploitation des animaux domestiques, Paris : J.-B. Baillière et fils , 1908
- Zootechnie ; introduction par P. Regnard, ... / Nouvelle édition entièrement refondue / Paris : J.-B. Baillière et fils , 1909
- Zootechnie générale : production et amélioration du bétail ; introduction par P. Regnard,... / Paris : J.-B. Baillière et fils , 1909
- Zootechnie ; introduction par le Dr. P. Regnard,... / Paris : J.-B. Baillière , 1910
- Agriculture générale [1], Le Sol et les labours / ; introduction par le Dr. P. Regnard,... / Troisième édition revue et augmentée / Paris : J. B. Baillière et fils , 1910
- Zootechnie : moutons, chèvres, porcs France Etranger / Nouv. éd. entièrement refondue / Paris : J.B. Baillière , 1910
- Agriculture générale [2], Les Semailles et les récoltes ; introduction par le Dr P. Regnard, ... / Troisième édition, revue et augmentée / Paris : J. B. Baillière et fils , 1911
- Zootechnie : Lapins, chiens, chats,. Introduction par le Dr. P. Regnard / Paris : J.-B. Baillière et fils , 1911
- Zootechnie : lapins, chiens, chats / Paris : Librairie J.-B. Baillière et fils , 1912
- Agriculture générale / 3e éd. rev. et augm. / Paris : J.-B. Baillère et Fils , 1912
- Agriculture générale I., Le sol et les labours, Introd. par le Dr P. Regnard,... / 3e éd. rev. et augm. / Paris : J.-B. Baillière et fils , 1912-1913
- Agriculture générale II, Les semailles et les récoltes ; Introd. par le Dr P. Regnard,... / 3e éd. rev. et augm. / Paris : J.-B. Baillière et fils , 1912-1913
- Agriculture générale : les semailles et les récoltes ; Introduction par le Dr Paul Regnard / 3e éd. / Paris : J.-B. Baillière et fils , 1913
- Zootechnie : races bovines : France-Etranger / 3e éd. / Paris : J.-B. Baillière et Fils , 1914
- Zootechnie générale 1, production et amélioration du bétail ; introduction par P. Regnard,... / Paris : J.-B. Baillière et fils , 1915
- Zootechnie : races chevalines, élevage et exploitation des chevaux de trait et des chevaux de selle ... / 4e édition entièrement refondue / Paris , 1916
- Zootechnie : races chevalines : élevage et exploitation des chevaux de trait et des chevaux de selle ; Introd. par le Dr P. Regnard,... / 4e éd. refondue / Paris : J.-B. Baillière et fils , 1916
- La Conservation des récoltes, grains, fourrages, racines et tubercules, pulpes, plantes industrielles, dessiccation des produits et résidus agricoles / Paris, J.-B. Baillière et fils , 1917
- Agriculture générale... I, Le Sol et les labours / 4e ed. revue et augmentée / Paris : Libr. J.-B. Baillière , 1917
- Zootechnie générale / [Vol. II] 3. éd. / Paris , 1917
- Agriculture générale II, Les semailles et les récoltes ; Introduction par le Dr P. Regnard,... / 4e éd. rev. et augm. / Paris : J.-B. Baillière et fils , 1917
- Les Nouveaux systèmes de culture : dry-farming, méthodes chinoise et russe, système Jean, système Devaux / Paris, J.-B. Baillière et fils , 1917
- Un Elevage rémunérateur. Anes et mulets, races, élevage, exploitation, hygiène et maladies/ Paris, J.-B. Baillière et fils , 1918
- Zootechnie : France, étranger ; Introduction par le Dr P. Regnard,... / 3e éd. entièrement refondue... / Paris : J.-B. Baillière et fils , 1918
- Chèvres, porcs, lapins : France, étranger / 4e éd. ent. ref / Paris : J.B. Baillière et fils , 1918
- Agriculture générale 3, Les semailles et l'entretien des cultures / 5e édition revue et augmentée / Paris : J.-B. Baillière et fils , 1921
- Agriculture générale 1, Le sol et l'amélioration des terres/ 5e éd. revue et augmentée. / Paris : J.-B. Baillère et fils , 1921
- Les semailles et l'entretien des cultures / 5e éd. / Paris : [s.n.] , 1921
- Zootechnie générale 2, Elevage et exploitation des bovidés et des chevaux / 4e éd. / Paris : J.-B. Baillière et fils , 1921
- Agriculture générale / Paris : Baillière , 1921-1930
- Zootechnie : France, étranger / 4e éd. / Paris : J.-B. Baillière et fils , 1922
- Agriculture générale 2, Labours et assolements / 5e édition revue et augmentée / Paris : J. B. Baillière et Fils , 1922
- Zootechnie générale 3, Elevage et exploitation des moutons et des porcs / 5e éd. / Paris : Librairie J.-B. Baillière et fils , 1922
- Zootechnie générale 1, Production et amélioration du bétail, 5e éd. / Paris : Librairie J.-B. Baillière et fils , 1922
- Moutons : France - Etranger ; introd. par le Dr P. Regnard,... / 4e éd. entièrement refondue / Paris : J. B. Baillière et fils , 1923
- Zootechnie. Chèvres, porcs, lapins : France, étranger / 5e éd. entièrement refondue / Paris : Librairie J.-B. Baillière et fils , 1923
- Zootechnie : France, étranger ; Introduction par le Dr P. Regnard,... ... / 4e éd. entièrement refondue / Paris : Librairie J.-B. Baillière et fils , 1923
- Races chevalines : élevage et exploitation des chevaux de trait et des chevaux de selle / 5e éd. ent. ref. / Paris : J.-B. Baillière et fils , 1923
- Zootechnie coloniale : guide de l'éleveur en Algérie, Tunisie, Maroc, Afrique Occidentale, Madagascar, Indo-chine, etc... / Paris : librairie J.-B. Baillière et fils, 1924
- Zootechnie coloniale I., Bovidés : Guide de l'éleveur en Algérie, Tunisie, Maroc, Afrique occidentale, Madagascar, Indo-Chine, etc... / Paris : J.-B. Baillière et fils , 1924
- Les Méthodes modernes en aviculture / Paris : J.-B. Baillière et Fils , 1925
- Agriculture générale T.1, Le sol et l'amélioration des terres / 6e éd. rev. et corrig. / Paris : J.-B. Baillière et fils , 1927
- L'Élevage des volailles / Paris : libr. Garnier frères , 1929
- Agriculture générale T. 3, Les semailles et l'entretien des cultures / 6e éd. rev. et corrig. / Paris : Librairie J.-B. Baillière et fils , 1929
- Agriculture générale T. 2, labours et assolements / 6e éd. rev. et corrig. / Paris : Librairie J.-B. Baillière et fils , 1929
- Agriculture générale III, Les semailles et l'entretien des cultures / 6e éd. rev. et aug. / Paris : Librairie J.-B. Baillière et Fils , 1929
- Zootechnie générale. III Elevage et exploitation des moutons et des porcs / Coulommiers, impr. E. Dessaint , 1930
- Zootechnie générale 2, Elevage et exploitation des bovidés et des chevaux / 5e éd / Paris : J.-B. Baillière , 1930
- Où en est l'agronomie / Paris : Gauthier-Villars , 1930
- Agriculture générale IV, Les récoltes / 6e éd. rev. et aug. / Paris : J.-B. Baillière et Fils , 1930
- Elevage et exploitation des moutons et des porcs / 6e éd. / Paris : J. B. Baillière et fils , 1931
- Agriculture générale 4, Les Récoltes / 5e édition, revue et augmentée / Paris , J.-B. Baillière
- Manuel d'agriculture : à l'usage des enfants des écoles et des élèves des cours agricoles, Edité... avec la collaboration de M. S.-P. Lauras,... M. Diffloth,... M. Roussineau, 1940.
- Le dressage du cheval de voiture et de selle, dans Le Manuel du bon charretier de Lucien Brasse-Brossard. Lausanne Favre, 1945.

### Sous la signature Pierre de Trévières

#### Livres
- L'amour aux bas bleus. Paris, Calmann-Lévy, 1912[6],
- Le Roman d'un chasseur d'Afrique. Paris, Calmann-Lévy, 1914[7],
- Monologuons, monologues, saynètes, sketches, Paris, Société parisienne d'édition, 1926,
- Noces, baptêmes, jour de l'an, fêtes, monologues de circonstances. Paris, Éditions de La Mode nationale, 1927,
- Anne Quérillac et Pierre de Trévières. Manuel nouveau des usages mondains en France et à l'étranger, la tradition, la vie moderne. Paris, Delamain et Boutelleau, 1927,
- Comment recevoir ses invités : les dîners, les déjeuners, les goûters, les réceptions, les soupers, les thés, les cocktails, les buffets. Paris, Garnier frères, 1929,
- Comment s'habiller dans les diverses cérémonies : le mariage, le baptême, la première communion, dîners et réceptions, visites, bals et soirées, au théâtre, aux courses, les sports, à la mer, à la campagne, la chasse, à la montagne, en auto, le deuil. Paris, Garnier frères, 1929,
- L'Orateur populaire, recueil de discours et d'allocutions. Paris, Garnier frères, 1930.
- Les boissons chez soi, Préparez chez vous des boissons agréables. Paris J-B Baillière et fils, 1930,
- Préface par Me Raymond Hubert. L'Amour moderne, cinq balles dans la peau. Paris, P. Ortiz, 1932,
- Le fouet ( roman), Paris Calmann-Levy, 1934

#### Théâtre
- Pierre de Trévières et Robert Lortac, Adèle est fidèle. 1909[8],
- Pierre de Trévières et Robert Lortac, Plus fort qu'Arsène Lupin? 1909[9],

- La Vestale du Mont-Olympe tragédie antique, comico-burlesque en 1 acte. Paris, (s. n.) , 1910[10],

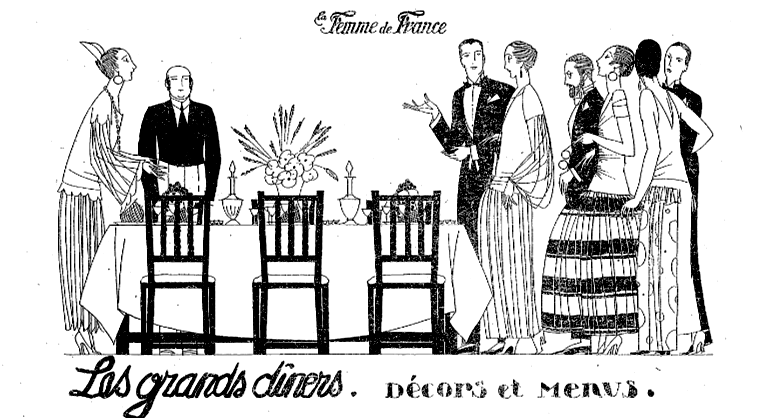
«Un dîner bien réglé n'est pas un ballet suédois ni une parade cubiste. Discrétion, tact, mesure... N'éclaboussez pas vos invités avec des sauces tartares ou tcherkess... ». P. de Trévières Les Modes de la femme de France, 12 mars 1922

#### Articles (aperçu et sélection)
Retronews BnF donne: 
- 381 publications concernant la mode masculine puis plus largement féminine, à l'art de vivre[11] la presse people[12] et aussi à la gastronomie dans La Femme de France, de 1926 à 1936[13]
- 206 dans Les modes de la femme de France de 1922 à 1925[14] ,
- 248 dans La liberté rubrique Le monde et la mode (courts billets d'actualité sur les thèmes de mode) de 1908 à 1921[15],
- 61 dans Comœdia de 1909 à 1935, billets sur la vie des spectacles[16]
- 50 dans Le Journal, de 1911 à 1944, papiers superficiels (Propos d'aujourd'hui) abordant des sujets sans importance pendant la guerre dans la presse vichyste[17].
- et plus épisodiquement dans La Patrie (1917 à 1929), La Vie heureuse, La grande Revue, Le Soir

Traditionalisme voir Les grands diners, décors et menus (Les Modes de la femme de France mars 1922), exemple d'article de mode: La mode masculine, Leurs cravates (Les Modes de la femme de France, mai 1922), les cheveux courts pour les femmes - Les beaux visages cheveux coupés,  (Les Modes de la femme de France, novembre 1923).

#### Nouvelles
- Vacances champêtres ou Le limogé par persuasion. Adam: revue des modes masculines en France et à l'étranger, septembre 1945[21].

## Anthologie
- Monde et la Mode La Liberté du 22 août 1920[22].

« SIMPLICITE. La vie se simplifie étrangement et c’est faire preuve d’un pessimisme décourageant que de maudire les temps actuels. Ou a souvent critiqué les exigences du dandysme intégral et gémi sur les difficultés de l'élégance masculine. Erreur manifeste ! Pour figurer à Deauville et parader rue Gontaut-Biron, il n’est besoin que de deux costumes: une tenue sportive et un smoking - c'est-à-dire peu de choses -. Comme on a calomnié nos dandies en leur prêtant des projets somptuaires et machiavéliques ! Costume sportif et smoking.
Vous provoqueriez, en effet, un scandale sans nom en arborant à la Potinière une jaquette et le malheureux qui se risquerait au Casino en habit connaîtrait, sur l’heure, les joies amères de l'impopularité et de l’exil. Deux tenues, deux uniques tenues, mais inspirées évidemment de la plus sûre élégance et d’un chic indiscutable. Le costume sportif doit être, par définition, simple et net. Pantalon de flanelle blanche, soulier de daim blanc. Obligatoirement, la chemise Danton qui vous décollette généreusement. Tête nue. Et pour finir, un sweater de laine blanche, feutrée, bourrue. [ ]
En somme, il est extrêmement simple aujourd’hui, pour un homme, d'être élégant - de le paraître tout au moins - avec une garde-robe aussi réduite. »